# Twip
Ein Twip ist eine angloamerikanische Längeneinheit und bezeichnet die Teilung „TWentieth of an Inch Point“, also 1⁄20 Punkt = 1⁄1440 Zoll. 
Das Twip ist eine extrem feine Maßeinheit:
1 twip = 17,6389241667372 μm
1 mm = 56,6928 twip
Die Einheit Twip findet Verwendung in Berechnungen von Schrift und Grafik im Computerbereich, zum Beispiel im Graphics Device Interface (GDI) von Microsofts Windows-Betriebssystem, im Dateiformat Windows Metafile (WMF), im Textformat Rich Text Format (RTF) oder im Druckdatenformat Advanced Function Presentation (AFP).
Anzumerken ist hierbei, dass der Twip, wie er z. B. in den Parametern von Microsoft Windows verwendet wird, auch andere Werte annehmen kann. Diese sind abhängig von der Druckauflösung. Die o. g. Formel gilt für den Fall 72 dpi. Hier hat ein Punkt die Größe 1⁄72:
{\displaystyle {\frac {1}{20}}\cdot {\frac {1}{72}}={\frac {1}{1440}}}
Somit ergibt sich im Falle von 96 dpi durch
{\displaystyle {\frac {1}{1440}}{\text{ inch}}\cdot 96{\text{ dots per inch}}}
eine Größe von 1⁄15 dots.